# Apollinaire de Valence
Pour les articles homonymes, voir Apollinaire.
Ne doit pas être confondu avec le capucin Apollinaire de Valence (1829-1899).
Apollinaire († v. 520 ou 523/524) est un évêque de Valence de la fin du Ve et du début du VIe siècle, saint catholique et patron de l'Église de Valence.

## Biographie

### Origines
Apollinaire (Apollinaris) naît probablement vers 453, dans la cité de Vienne, en Gaule romaine,,. Il est le fils d'Hésychius/Isice Ier (Esychius, Isicius), magistrat (sénateur),, puis évêque métropolitain de Vienne, et d'Audentia. Il est le frère d'Avit, évêque métropolitain de Vienne,.
Il pourrait être apparenté à Sidoine Apollinaire (Gaius Sollius Apollinaris Sidonius), voire également à l'empereur romain Avitus.

### Vie sacerdotale
Apollinaire semble sur le siège diocésain de Vienne d'environ 491 (avant 492) à 520 ou 523/524.
Il est présent au concile d'Épaone de 517, organisé par son frère l'archevêque Avit, puis à celui de Lyon, vers 518-523,.
Le Regeste dauphinois (1912) place sa mort le 5 octobre 520. L'historien Yann Codou (2015) considère la fin de son épiscopat vers 523/524.

## Culte
Saint Apollinaire est le patron du nouveau diocèse de Valence, il est célébré le 5 octobre.

### Articles liés
- Diocèse de Valence
- Liste des évêques de Valence
- Cathédrale Saint-Apollinaire de Valence